# Individuation (psychologie analytique)

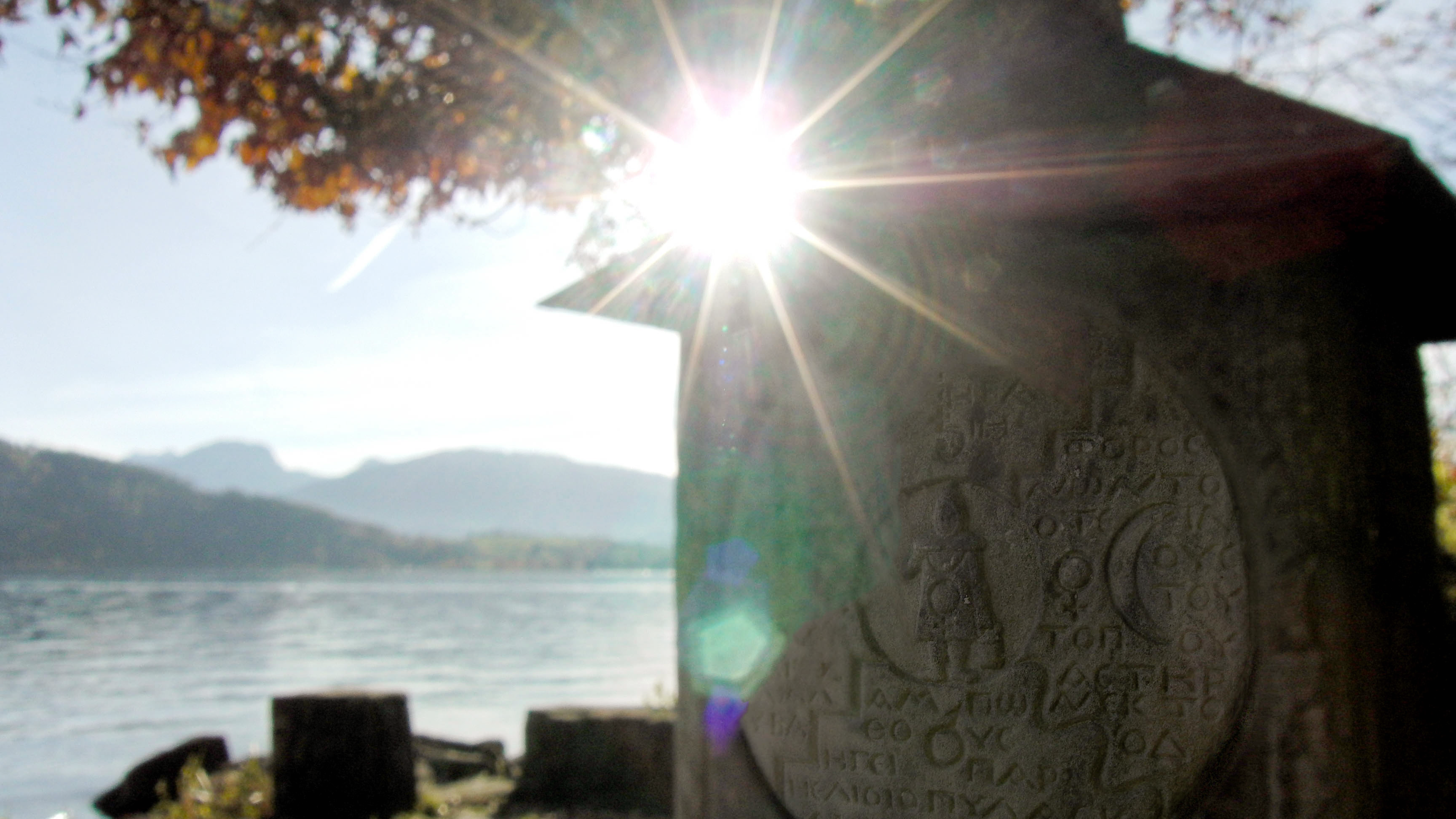
Carl Gustav Jung, fondateur de la psychologie analytique, a construit en 1923, au bord du lac de Zurich, la tour de Bollingen, en Suisse. Une tour ronde d'inspiration médiévale qui lui servait de refuge pour écrire et pour « se retrouver en soi-même ». Dans la pierre, Jung a gravé des inscriptions grecques et latines ainsi que des symboles astrologiques et alchimiques, qui sont censés décrire le processus d'individuation.

Pour les articles homonymes, voir Individuation (homonymie).
L'individuation est un concept-clé de la psychologie analytique du psychiatre suisse Carl Gustav Jung.
L'individuation est le processus de création et de distinction de l'individu. Dans le contexte de la psychologie analytique, il se rapporte à la réalisation de soi par l'accessibilité à l'archétype du Soi par la prise en compte progressive des éléments contradictoires et conflictuels qui forment la « totalité » psychique, consciente et inconsciente, du sujet. Vers la fin de sa vie, Carl Gustav Jung le définit ainsi :
« J'emploie l'expression d'individuation pour désigner le processus par lequel un être devient un in-dividu psychologique, c'est-à-dire une unité autonome et indivisible, une totalité »
Mais cette courte définition, qui n'a pas toujours été, ne suffit pas à rendre totalement compte du concept d'individuation dans la théorie jungienne qui peut être exploré en fonction de ce qui fait débat, de l'histoire de sa création, de sa nature ou de son fonctionnement.

## Le concept d'individuation et les sciences humaines
Ce concept connait au sein des sciences humaines, souvent des débats, et ce depuis sa création. Ces débats donnent à voir la vitalité du concept (au sens qu'il est vital à l'esprit de douter et aux sciences humaines de faire vivre ce doute pour produire de la connaissance nouvelle, quitte à s'appuyer et/ou à rejeter les connaissances anciennes). Comme dans le débat entre Carl Gustav Jung et Karl Abraham par exemple. Ce concept se retrouve aussi à l'origine de la création de nouveaux savoirs, et il a même connu une transférabilité dans d'autres champs disciplinaires. Comme dans la création nouvelle faite par Joëlle Macrez-Maurel, en sciences de l'éducation, par exemple.

### Un concept en débat
Certains penseurs (anthropologues, sociologues, et même psychanalystes) critiquent alors la démarche de Jung : le processus d'individuation ne serait-il pas l'entrée dans un crédo, plutôt qu'une réelle découverte de soi ?  D'autres encore, a contrario et avec doute, disent que son tort serait d'avoir fait une psychologie profonde sur les profondeurs de la psyché et d'avoir en grande partie raison.
Par exemple au sein des psychanalystes, Karl Abraham dira clairement, que la théorie se comporte comme un crédo, comme d'ailleurs selon lui, la philosophie l'avait fait dans le passé :
« Après avoir rejeté comme purement historique la méthode freudienne, Jung est obligé de constater que « Freud reconnaît jusqu’à un certain point la finalité des névroses ». C’est peut-être bien là le comble de ce que Jung se soit offert dans sa « présentation » de la psychanalyse. Est-il vraiment nécessaire de rappeler ce que Freud a dit des tendances de la névrose, des symptômes comme moyens d’expressions des désirs inconscients ? Il est vrai que Freud ne s’est pas laissé aller à amalgamer les tendances de la névrose à une finalité de style métaphysique. Je répugne à en dire plus. (...) Jung renie son intention première de ne prendre comme guide que la vérité et non le sentiment moral, en abordant la sexualité infantile et l’inconscient selon des valeurs éthico-théologiques. C’est contre cette dernière attitude que je veux m’élever en terminant. Il s’agit de préserver la psychanalyse contre des influences qui voudraient en faire ce que fut, dans le temps, la philosophie : ancilla theologiae. »
Par exemple, au sein de l’anthropologie, l’anthropologue Wiktor Stoczkowski : 
« La psychanalyse jungienne était moins une thérapie ou une psychologie qu’une doctrine initiatique qui promettait la délivrance du mal par la généralisation spirituelle, tout en annonçant la renaissance future de l’humanité sous la houlette d’une race supérieure d’artistes et de penseurs capables de parachever la métamorphose salvatrice de l’individuation  »
Plus loin, encore, dans l'ouvrage Wiktor Stoczkowski conclut :
« Comme la théorie des Anciens Astronautes, les conceptions de Jung et d'Eliade sont des pyramides bâties à l’envers, qui reposent non pas sur la large base des « preuves factuelles » invoquées en leur faveur, mais sur la fragile pointe des a priori métaphysiques »
Mais le doute persiste comme chez Jacques Miermont :
«  Freud avait raison d'avoir tort et C.G Jung tort d'avoir tort ou tort d'avoir raison (...) »
Les auteurs des deux bords, et les débats existent, toujours à notre époque, ainsi qu'en témoigne l'un des pères de la recherche-action en France, René Barbier : 
«  Je n'ai encore jamais vu une recherche portant sur un sujet aussi « délicat », pour ne pas dire plus, dans notre discipline. J'en ai pris la responsabilité, en tant que directeur de recherche, car j'aime poser des questions à toute mise en ordre épistémologique : ce que je ressens à l'heure actuelle dans les sciences humaines, derrière les controverses concernant le savoir et la pédagogie. Pour ma part, le risque est minime et j'en ai l'habitude, mais pour le jeune chercheur qui s'aventure dans ce domaine, le risque est majeur, tant sur le plan académique que sur le plan personnel. »

### Un concept transférable
Dans de nombreux écrits de la psychologie analytique, ce concept est synonyme de réalisation personnelle, de cheminement vers la découverte de soi.
Il a inspiré d'autres formulations synonymes dans d'autres champs disciplinaires, comme le concept d'« autorisation noétique » de René Barbier, repris par Joëlle Macrez-Maurel en sciences de l'éducation.
« L'autorisation noétique est un cheminement de connaissance de soi, un voyage intérieur (et/ou extérieur) durant lequel un processus interne et continu de transformation de Soi démarre lorsque l'individu s'ouvre (à la suite d'un flash existentiel, une prise de conscience de son ignorance et de sa souffrance, ou à un questionnement sur le sens de la vie) à un profond désir de changement et se confronte à l'inconnu, rencontre des archétypes ou symboles numineux qui le touchent, l'ébranlent et lui dévoilent le réel derrière la réalité, l'esprit derrière la psyché, le monde ontologique derrière le monde des apparences, le monde de l'intelligence derrière le monde de la signification. »
Plus largement, dans les écrits de Jung l'individuation désigne le cheminement de l'être vers un équilibre psychique des différentes instances le composant, au moyen d'une confrontation dialectique du conscient avec l'inconscient.
Le concept d'individuation pour aboutir à ce qu'il est aujourd'hui, a emprunté à de nombreuses références et analogies à plusieurs spiritualités du monde entier. Mais il ne peut être compris, dans son état actuel, au sens de la définition de Jung que dans le cadre de la théorie de la psychologie jungienne en référence aux autres concepts de cette même théorie. Sauf à rendre raison de son transfert dans un autre champ disciplinaire ou théorique comme il est de règle dans les sciences humaines et comme cela a été fait, en sciences de l'éducation par exemple.
«  (...) La complexité de la psychanalyse jungienne tient au fait que toutes les instances psychiques sont en étroites relations les unes avec les autres. Décrire isolément un concept donne de lui une vision forcément partielle car ne tenant compte ni des rapports dynamiques avec les autres instances ni de l'ensemble du système psychique. Tout est lié, tout est en mouvement (...). »

### Un concept éclairant (qui donne un sens) nouveau?
Jung remarqua que les Anciens connaissaient déjà le concept d'individuation ou, à tout le moins, en avaient l'idée, la notion, le préconcept. Ainsi, les mythes de métamorphoses et toutes les productions imaginaires sur le sujet des transformations sont des exégèses du processus d'individuation, processus éternel et consubstantiel à l'humain et qui exprime une évolution de celui-ci à un moment de sa vie.
«  (...) l'inconscient est un processus et les rapports du moi à l'égard de l'inconscient et de ses contenus déclenchent une évolution, voire une métamorphose véritable de la psyché. Dans les cas individuels on peut suivre ce processus à travers les rêves et les phantasmes. Dans le monde collectif, ce processus s'est trouvé inscrit dans les différents systèmes religieux et dans les métamorphoses de leurs symboles. C'est à travers l'étude des évolutions individuelles et collectives et à travers la compréhension de la symbolique alchimique que je parvins à la notion clé de toute ma psychologie, à la notion du processus d'individuation . »
Et tout comme dans l'exemple mythique d'Isaac Newton et de sa pomme (les pommes tombaient bien avant la découverte du concept de gravité mais celui qui est doté du concept de gravité peut « mieux »  les voir tomber puisqu'il sait qu'une force « invisible à nos yeux » est agissante : la gravité), Jung finalise la mise en mots de ce concept en psychologie analytique en nommant cette force invisible et agissante individuation, permettant à celui qui en est doté de ne plus voir, et de ne plus agir les choses de la même manière.
Aux termes de force Jung préfère celui d'énergie, et d'esprit, système psychique ou de psyché, celui d'âme. À cette préférence d'usage, mais qui est aussi une préférence de sens, il consacrera le titre d'un de ses ouvrages : Les Énergies de l'âme.

### Utilisation en philosophie politique
La richesse du concept a permis son utilisation en dehors du domaine de la psychologie. Le philosophe Bernard Stiegler, par exemple, l'enrichit, dans aimer, s'aimer, nous aimer, des notions d'individuation du je et d'individuation du nous. Celles-ci conduisent selon lui à la construction d'un narcissisme primordial, pour soi et les collectivités dont on se sent membre. Il va ensuite plus loin en montrant comment l'hyper-synchronisation des comportements individuels induite par la société industrielle conduit à la disparition des je et des nous dans un on indifférencié, et à la perte du narcissisme primordial. Cette analyse lui permet de proposer une interprétation de la violence politique au XXe siècle.

## Le concept d'individuation: de la naissance à la création
Ce concept s'inscrit dans une histoire de création conceptuelle et de recherche chez Carl Gustav Jung, qui s'inspira des travaux de la philosophie, et qui pensa reconnaître l'existence chez les anciens, dans les mythes et les créations culturelles, les archétypes faisant référence à des aspects de transformation de l'individu. Cette orientation de recherche sur les processus de transformation, le firent s'intéresser tant à des travaux anthropologiques, comme ceux de Paul Radin, tel que le trickster qu'à des approches de l'alchimie.

### Historique du concept
La notion d'individuation a une longue histoire philosophique, néanmoins le terme de Jung s'en démarque. Au sens littéral, l'individuation désigne la qualité d'un être humain à devenir un individu, synonyme de développement tant mental que physique. C'est saint Thomas qui est le premier à utiliser le terme sous sa forme latine (individuatio ), désignant dans le thomisme le principe d'individuation des formes substantielles et Moïse Maïmonide. Le Persan Avicenne parle lui de principium individuationis, repris par Duns Scot. Leibniz reprend ensuite le concept pour critiquer le cartésianisme dans son ouvrage Principium individi (1663). En philosophie, le terme d'individuation désigne alors « L'ensemble des qualités particulières qui constituent l'individu, par opposition à l'espèce. » .
Dès le XVIIIe siècle, avec le développement des sciences, le terme acquiert un sens davantage biologique. Le vitalisme moderne, sous la plume des naturalistes français (Cabanis, Lamarck, Geoffroy Saint-Hilaire, Cuvier, Claude Bernard) en fait le principe de structuration biologique et morphologique; sens repris aujourd'hui par les théories organicistes contemporaines, pour lesquelles l'individuation représente une catégorie de l'organisation bio-psychique (entre autres, Goldstein, Bertalanffy, Piaget). Enfin, la génétique reprend le terme comme le « Nom donné au mécanisme participant à la différenciation d'un organisme de ses pairs sociaux ou génétiques. L'étude des mécanismes d'individuation peut être axée sur la recherche prénatale (embryonnaire notamment) ou postnatale. »
Le philosophe Gilbert Simondon dans L'Individuation psychique et collective réactualise le concept comme résultat d'une contradiction de forces. Elle ne fait donc pas que produire l'individu, elle produit aussi un milieu associé, absolument nécessaire au développement de cet individu.
Néanmoins le terme chez Carl Gustav Jung n'a rien en commun avec ces occurrences, seule l'étymologie, renvoyant au substantif d' individu est commune. Le sens abstrait est lui différent.
Jung a emprunté l’expression « principe d’individuation » à Schopenhauer, mais il utilise cette notion, dès 1916, dans un sens opposé, défini comme un « processus » de transformation intérieure, visant à une certaine conjonction des pôles contraires. Dans cette seconde conception, le processus se confond avec la réalisation du soi, c’est-à-dire avec la prise en compte progressive des éléments contradictoires et conflictuels qui forment la « totalité » psychique, consciente et inconsciente, du sujet.

### La création du concept d'individuation chez Carl Gustav Jung
En 1936, Jung fit un voyage en Inde. Découvrant la mythologie hindoue, il tombe malade d'une dysenterie et approche alors la mort. Durant cette période, Jung, dans un état proche du coma, fait une série de rêves en rapport avec le Saint Graal, image récurrente dans ses visions. Il dit alors comprendre, dès lors, que le concept de Soi déjà élaboré plus tôt devait se recouper avec celui d'un sens de l'existence personnelle, représenté par le Saint Graal. D'une importance capitale dans son auto-analyse, l'individuation dépasse alors pour Jung les schémas classiques de représentation du destin (au sens de fatidique, du latin fatum) ou de la Providence, pour embrasser un processus de confrontation à l'inconscient, vers un état d'équilibre psychique total au sein duquel les catégories du Bien et du mal sont vaines:
« Jung décrivait l'individuation comme « un mystère que personne ne comprendr[ait] jamais ». Il s'agissait d'une « quête solitaire » apparentée quelque peu « à un processus de morts » successives, et pour y parvenir il fallait accepter de « se confronter à l'impersonnel ». « Seuls quelques personnes peuvent supporter une telle quête », croyait-il, attribuant ses pensées et ses images, vagues et curieuses, à « la distance qui le séparait de l'Europe, à cet environnement si totalement différent » dans lequel il s'était trouvé en Inde. Il croyait que les rêves qu'il avait faits là-bas étaient liés à la question fondamentale qu'il s'y était posée : en quoi et pourquoi le mal tel qu'il l'avait découvert en Inde était-il dépourvu de dimension morale, pourquoi était-il « perçu-avec le soutien de gens cultivés-comme une puissance divine » ».

## La nature du concept d'individuation
Ce concept décrit un processus spécifique, qui doit être mis en relation avec d'autres concepts de la théorie de Carl Gustav Jung, afin de comprendre de quoi il retourne clairement. Ce concept est dit alors limite et dialectique. Il est dialectique car sur le plan théorique et pratique il est intimement lié à un autre concept central dans la théorie de Jung : le Soi et met en jeu l'intégration des contenus inconscients.

### Unconcept limite
Très tôt, Jung qualifie sa théorie de circulaire : chaque concept ne peut se comprendre qu'en relation avec les autres, la psyché étant un tout indivisible. « La complexité de la psychanalyse jungienne tient au fait que toutes les instances psychiques sont en étroites relations les unes avec les autres. Décrire isolément un concept donne de lui une vision forcément partielle car ne tenant compte ni des rapports dynamiques avec les autres instances ni de l'ensemble du système psychique. Tout est lié, tout est en mouvement. ».
Jung définit majoritairement l'individuation, au cours de ses écrits, comme la voie individuelle de réalisation personnelle : « La voie de l'individuation signifie : tendre à devenir un être réellement individuel et, dans la mesure où nous entendons par individualité la forme de notre unicité la plus intime, notre unicité dernière et irrévocable, il s'agit de la réalisation de son Soi, dans ce qu'il a de plus personnel et de plus rebelle à toute comparaison. On pourrait donc traduire le mot « d'individuation » par « réalisation de soi-même », « réalisation de son Soi »... », mais sans individualisme ni fixation à l'égo.

### Un processus dialectique
Tout comme le Soi, le concept d'individuation est un concept limite : nécessaire il ne peut cependant pas occulter complètement la conscience (le moi) sans quoi aucune polarité ne serait possible. Jung le qualifie donc de « dialectique » : « Tout le déroulement de l'individuation est dialectique, et ce que l'on appelle la « fin », c'est la confrontation du Moi avec le « vide » du centre. C'est ici la limite de toute possibilité d'expérience : le Moi comme point de référence de l'expérience se dissout. Mais il ne peut pas coïncider avec le centre car nous serions alors sans conscience, ce qui veut dire que l'extinction du Moi est dans le meilleur des cas une approche sans fin. Et si le Moi attire à soi le centre, il perd l'objet (c'est l'inflation !). » « lettre du 13 juin 1955 au pasteur Walter Bernet, reproduite dans La Réalité de l'âme. 2. Manifestations de l'inconscient, Le Livre de Poche, la pochotèque, p.1151 »

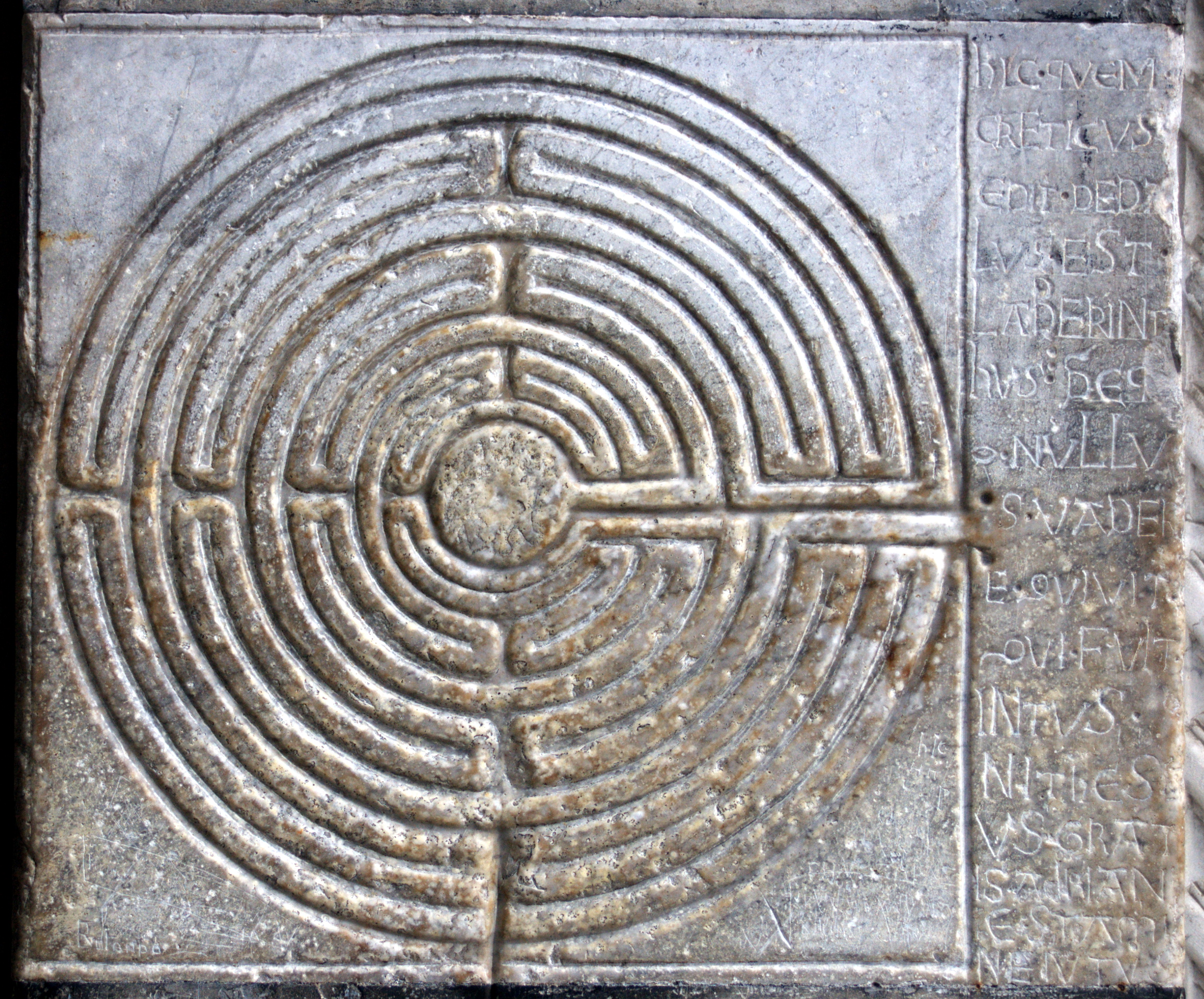
Le labyrinthe, image de l'individuation

Cette dialectique représente les phases de métamorphoses de l'âme (au sens de psyché) du sujet, et que l'alchimie notamment a fixée dans une symbolique qui lui est propre, à travers les phases de l'Œuvre. Dans la tradition hermétique, l'individuation est représentée par le soleil assimilé à l'or. Michael Maier, un médecin et alchimiste allemand du XVIe siècle, parle de circulatorium opus solis ou « œuvre circulatoire du soleil ». Jung, en compilant les matériaux à sa disposition, dont les rêves du physicien Wolfgang Pauli, très centrés sur le concept, en arriva à donner une dynamique générale au processus. Selon lui il s'agit moins d'un cheminement linéaire mais d'une circulation asynchrone du moi autour du Soi, fait de rapprochements puis d'orbites excentrées autour de ce centre. En définitive il assimile le processus à une spirale réalisée par le Moi autour du Soi. Il y voit notamment la reconduction dans l'astrologie et dans les mandalas alchimiques.

### L'archétype de la Totalité: le Soi
L'individuation apparaît alors dans les rêves comme une nécessité, pour celui qui en a l'intime conviction, de se connaître soi-même, dans toute sa duplicité et sa dualité. Elle consiste en la réunion de toutes les instances psychiques, autonomes dans l'existence, en une seule dynamique, appelée le Soi.
Tout comme le concept de Soi le concept d'individuation est un paradoxe inconnaissable sinon par l'expérience de son sentiment et de sa réalité : « Le Soi est au-dessus de tous les dieux et représente réellement le mystère du monde et de l'existence de l'homme ».
L'individuation est donc à la fois un chemin personnel, présent en chaque humain, et dont le sens et l'instinct de cheminement sont apportés par les rêves principalement, mais aussi un archétype, celui de la Totalité, l'archétype qui semble ordonner tous les autres selon les dernières pensées de Jung, continuées par Marie-Louise Von Franz : « En définitive, toute vie est la réalisation d'un tout, c'est-à-dire d'un soi, raison pour laquelle cette réalisation peut être appelée « individuation » ».

### L'intégration des contenus inconscients
Pour Jung, le concept d'individuation ne peut s'entendre qu'en référence au primat de l'inconscient : « La croissance de la personnalité se fait à partir de l'inconscient ». Cependant il est davantage qu'une dialectique ; en effet, l'individuation met en jeu les archétypes. Les contenus inconscients doivent en effet être intégrés à la conscience. Les contenus qui sont non assimilés provoquent des complexes et à terme, deviennent des réalités psychiques autonomes comme l'anima ou l'ombre. La réalisation de soi passe donc par la découverte puis la mise en conscience de ces contenus : « L'homme individué est un homme transformé. En se détachant de l'indifférenciation sujet-objet, le sujet découvre que ce qu'il prenait pour réel était une projection, une part du sujet transférée sur l'objet ».
La psyché normale pour Jung fonctionne sur le mode de la participation mystique (concept développé par Lucien Lévy-Bruhl) : tout contenu est projeté sur le monde extérieur. L'individuation s'entend donc comme la cessation de ces projections. La fonction transcendante, autre concept jungien, est la médiation psychique que l'être doit assumer pour intégrer à la conscience ces contenus, de là la conscience n'acquiert pas davantage de domination sur la psyché mais en devient l'instance régissante. Jung emploie ainsi souvent l'expression de « reconnaissance avec soi-même ».
Néanmoins il existe une voie d'individuation qui peut être involontaire et inconsciente au Moi. Elle peut être spontanée et survenir à l'individu sous forme de visions ou de rêves. C'est le cas de certaines personnalités souvent citées en exemple par Jung, modelées par des contenus archétypiques collectifs, parmi lesquels Saint Jean de la Croix, Hildegarde de Bingen, Madame Guyon ou encore Nicolas de Flüe.
Cependant l'intégration de ces contenus n'est pas sans risque au début. La tradition alchimique exprime les premiers temps du processus comme l'accroissement du vase alchimique ou athanor. À ce moment-là, l'énergie en jeu (le feu) est difficilement contrôlable et peut déborder l'être. En termes psychiques, le Moi est investi d'une arrivée soudaine d'énergie qui, non canalisée peut aboutir à une perte de la réalité (schizoïdie). Jung cite à titre d'exemple le cas de prophètes ou d'illuminés, des artistes aussi (William Blake, Gérard de Nerval, etc.) n'ayant pu donner une forme à ces manifestations. Jung nomme cet état l’inflation du Moi et qui se traduit par un orgueil et une imprudence démesurés. Les mythes traduisent ainsi cet état initial sous la forme de la possession diabolique. L'étape suivante est l'intégration de cet état inflationniste en propre.
Finalement, le but de l'individuation est la conjonction des opposés, étape suivante de l'intégration de l'inflation. Il ne s'agit plus d'un consensus des opposés mais d'une assimilation des paradoxes et des contradictions de l'être, de l'ombre, de la persona et de l'anima. L'individuation sous-entend également la conjonction des attitudes contraires : l'attitude extravertie avec l'attitude introvertie et vice-versa. Le Soi étant assimilé, dans la culture chrétienne à l'imago dei (l'image de Dieu), archétype central de l'inconscient collectif, la connaissance de soi est souvent citée dans les écrits religieux, comme une cognitio Dei (la connaissance de Dieu). En Inde et dans l'hindouisme, le Soi est l' atman.

## Le concept d'individuation et vie de l'être
Ce concept, puisqu'il parle de la vie de l'être, connait aussi un usage spécifique dans la clinique de la psychologie analytique ; on pourra y voir selon certains auteurs (comme René Barbier) qu'il est soumis aux âges de la vie. Il connaît aussi une réalité diverse d'expressions, dans la vie des êtres, qui indique qu'ils le vivent réellement, comme en témoignent certains auteurs ou artistes peintres célèbres. Mais aussi avec la part du doute nécessaire, comme William Blake, Gérard de Nerval, exemples que Carl Gustav Jung questionnait.

### Individuation et âges de la vie
« L'individuation n'a d'autre but que de libérer le Soi, d'une part des fausses enveloppes de la persona, et d'autre part de la force suggestive des images inconscientes. ». L'individuation procède au départ de la réalisation de sa position sociale, c'est pourquoi selon Jung elle ne peut survenir que dans la seconde période de la vie. Jung distingue en effet deux phases de la vie : une première jusqu'à 40-50 ans environ où l'humain a encore assez de volonté et d'illusions sur sa propre mort pour parfaire sa place sociale, s'investir dans son emploi et dans sa vie familiale ; une seconde qui caractérise la fin de son existence et où il aspire à être ce qu'il est : « Chacun de nous ne peut éprouver un réel bien-être qu'en devenant, dès l'âge adulte, le centre d'un système nouveau, après n'avoir été, jusque-là, qu'une particule gravitant autour de l'ancien centre (de la personnalité). »
L'intégration de la persona, ou masque social, est la condition première de la voie d'individuation. Cette phase est critique car des décennies ont assuré la confiance du Moi dans la persona. Viennent ensuite les intégrations dans la conscience des autres instances psychiques. Jung en a décrit quelques-unes, selon les contenus inconscients auxquels l'individu a affaire : l'ombre qui contient tout ce que la personne juge moralement répréhensible, l'anima (pour les hommes), ou l'animus (pour les femmes), qui représentent respectivement les valeurs féminines et masculines, les grands archétypes enfin.
Pour Jung, nombre de conflits inconscients à l'origine de troubles névrotiques résultent de la difficulté à accepter cette dynamique qui vient décentrer le sujet conscient de sa position habituelle et le confronter à des parts de lui-même qu'il avait l'habitude d'ignorer.
L'individuation doit enfin intégrer la vision de la mort et de la morale comme dichotomie fondamentale entre le Bien et le Mal. Pour Jung l'individuation exige de mettre fin au conflit moral du positif/négatif, qui sont des données morales et sociales, non psychiques, l'inconscient ne les distinguant pas. Jung n'exprime pas par là la renonciation à toute forme de morale, mais à ne pas juger ses actes ou ses pensées en termes moraux, mais à en reconnaître la dimension personnelle.

### L'individuation dans la cure analytique
L'individuation est l'objet de la cure jungienne, si le patient l'accepte. Les messages oniriques en effet étant le premier matériau de travail, ceux-ci informent l'analyste de la situation actuelle du patient dans son écologie psychique. La cure jungienne va tout d'abord se concentrer sur la limitation des émotions, et sur leurs intégrations à la conscience, ce qui passe par la reconnaissance de l'Ombre, source des émotions supplantant parfois le Moi comme dans la colère ou la fascination amoureuse par exemple : « On se retire des émotions ; on ne fait plus un avec elles. Lorsqu’on parvient à se souvenir de soi-même, à établir une différence entre soi-même et ce déchaînement de passion, on découvre alors le Soi : on commence à s’individuer. » Le processus requiert ainsi que l'ego cesse sa domination sur le reste de la psyché, humilité qui permet au Soi d'apparaître à la conscience. Jung remarque que les mystiques considéraient qu'en faisant de la place à Dieu dans l'âme, en libérant un espace appréhendé comme vide en celle-ci on pouvait davantage, in petto, communiquer avec Lui. Pour le Bouddha, il s'agit de l'accessibilité à la vacuité créée par la méditation. Jung précise ce caractère d'humilité du Moi et non de renforcement comme l'antithèse de l'individualisme : « L’individuation ne consiste en aucun cas à devenir l'ego – on serait alors un individualiste. Et qu’est ce qu’un individualiste, sinon un homme qui n’a pas réussi son individuation. »
L'individuation demande ainsi au cours de l'analyse le lâcher prise de l'ego, l'abandon aux manifestations intérieures du Moi profond, toujours sous la surveillance de l'analyste : « S’individuer, c’est devenir cette chose qui n’est pas le moi – ce qui est fort étrange. En conséquence, nul ne comprend ce qu’est le Soi, puisque le Soi est justement ce que nous ne sommes pas – ce qui n’est pas le moi. Le moi se découvre comme un simple appendice du Soi avec lequel il n’a qu’un rapport très lâche. »